# الزنهام
الزنهام (به انگلیسی: Elsenham) یک روستا و محله مدنی در بریتانیا است که در آتلزفورد واقع شده‌است. الزنهام ۲٬۴۴۶ نفر جمعیت دارد.